# Ingeniería automotriz
La ingeniería de la industria automotriz, junto con la ingeniería aeroespacial y la ingeniería marítima, es una rama de la ingeniería de vehículos, que incorpora elementos de mecánica, electricidad, electrónica, software e ingeniería de seguridad aplicándolos al diseño, manufactura y operación de motocicletas, automóviles, autobuses y camiones y sus respectivos subsistemas de ingeniería. Al ser una rama de la ingeniería mecánica, específicamente se enfoca en automóviles, motocicletas, autobuses, camiones, maquinarias, etc.

## Disciplinas

### Ingeniería Automotriz
Algunos atributos /disciplinas de ingeniería que son de importancia para la industria automotriz:
Ingeniería de seguridad: La ingeniería de seguridad es la evaluación de diversos escenarios de accidentes y su impacto en los ocupantes de vehículo. Estos están testeados contra rigurosas normas gubernamentales.Algunos de esos requerimientos incluyen: Funcionalidad de los cinturones de seguridad y air bag, evaluación de impactos frontales y laterales y resistencia al vuelco. Las evaluaciones se realizan con varios métodos y herramientas: Simulación computarizada del choque (por lo general con análisis de elementos finitos), maniquíes para pruebas de choque, sistemas parcial de trineo y accidentes completos con vehículos.

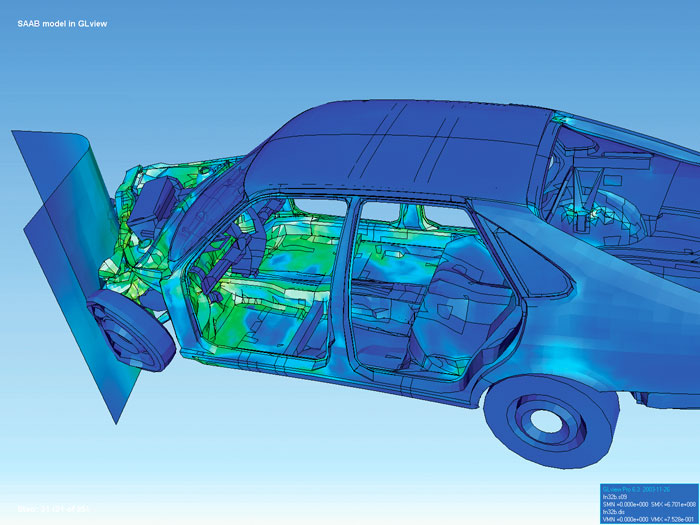
Visualización de cómo se deforma un automóvil en un choque asimétrico, usando elementos finitos de análisis[http://impact.sourceforge.net

Tipos de seguridad en los automóviles

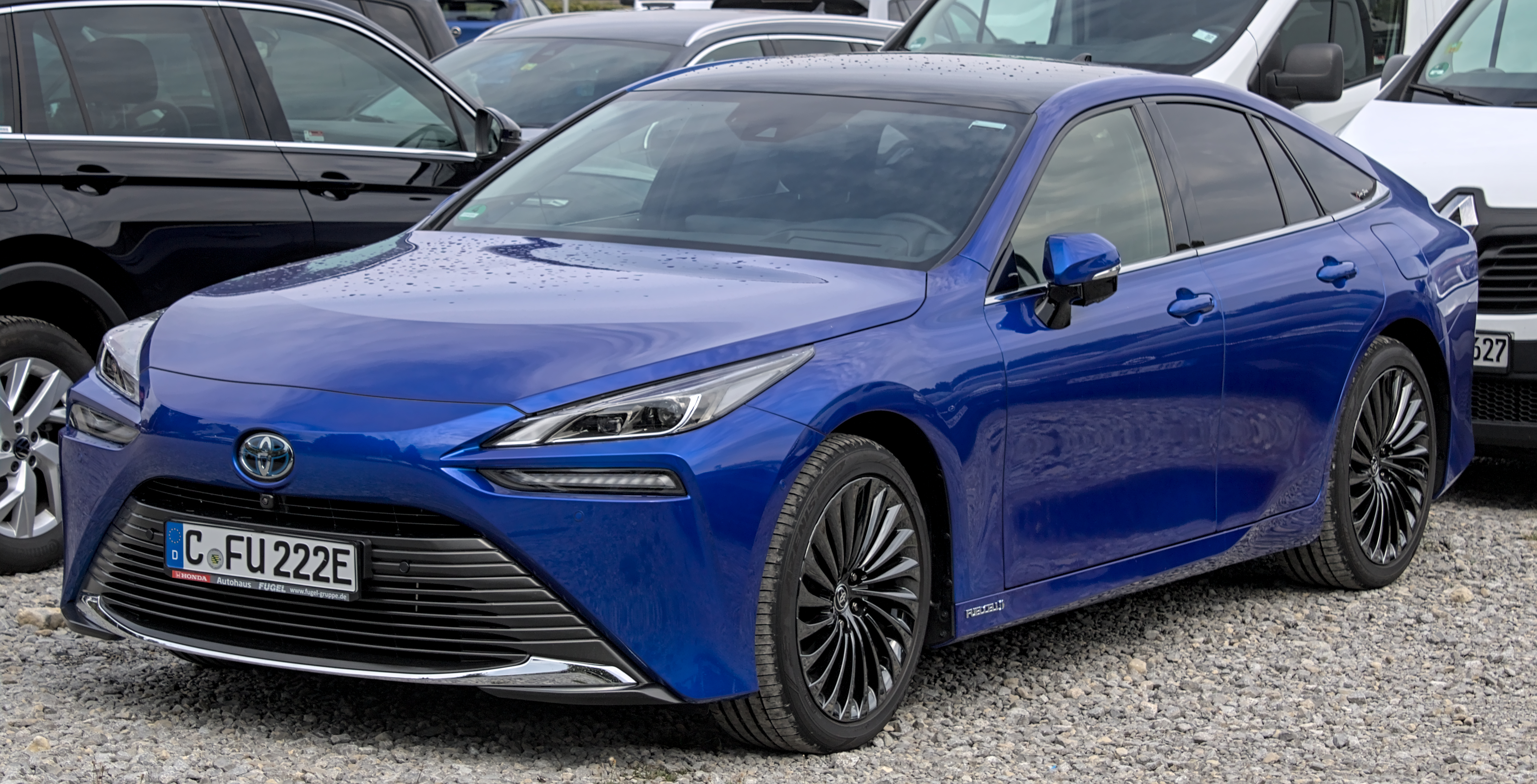
Toyota Mirai con combustible de hidrógeno

Los sistemas de seguridad en los automóviles incluyen: sistemas de frenado, el alumbrado, airbag, suspensión, casco, cinturón de seguridad, reposacabezas, neumáticos, parabrisas, espejos retrovisores, entre otros.
Existen los sistemas de seguridad activa, que 
son todos aquellos dispositivos cuya función es evitar que se produzca un accidente.
Sistema ABS o antibloqueo de frenos
Su función es prevenir que las ruedas se bloqueen y lograr una frenada segura.
Asistente de frenado
Trabaja en combinación con el sistema ABS y el control de la estabilidad.  Ayuda a contrarrestar el defecto de una frenada, en caso de que el conductor en una situación de emergencia presione el freno con cierta lentitud o fuerza insuficiente, este sistema detecta que el conductor ha frenado de emergencia y aplica una fuerza mayor incrementando así la eficacia del frenado.
Sensor de presión de neumáticos
Ayudan a que recuerdes dar mantenimiento para revisar la presión de los neumáticos.
Sistemas de seguridad pasiva
Actúan en caso de un accidente para reducir al mínimo las lesiones de los ocupantes de un vehículo.
Economía de combustible / emisiones: La economía de combustible se mide la eficiencia de combustible del vehículo en millas por galón o litros por cada 100 kilómetros. Pruebas de Emisiones de la medición de las emisiones de los vehículos: los hidrocarburos, los óxidos de nitrógeno (NOx), monóxido de carbono(CO), dióxido de carbono(CO2), y las emisiones de evaporación.
La dinámica del vehículo: la dinámica del vehículo es la respuesta del vehículo de los siguientes atributos: paseo, manejo, dirección, frenada, confort y tracción. Diseño de los sistemas de chasis de suspensión, la dirección , el frenado, la estructura (marco), ruedas y neumáticos, y el control de tracción están altamente apalancados por el ingeniero de dinámica del vehículo para ofrecer las cualidades deseadas dinámica del vehículo .
Ingeniería NVH-(noise, vibration, and hardness) (ruido, vibración y dureza): NVH es la retroalimentación del cliente (tanto táctil (tacto) y acústica (escuchar)) del vehículo. Mientras que el sonido se puede interpretar como un sonajero, chillido, o puntazo, una respuesta táctil puede ser la vibración del asiento, o un zumbido en el volante. Esta retroalimentación es generado por los componentes, ya sea frotando, vibrantes o giratorias. Respuesta NVH se puede clasificar de varias maneras: NVH Powertrain, ruido de la carretera, el ruido del viento, el ruido de los componentes, y chirrido y traqueteo. Tenga en cuenta, hay dos cualidades NVH buenos y malos. El ingeniero de NVH trabaja para eliminar el mal, ya sea NVH, o cambiar la "mala NVH" a los buenos (es decir, tonos de escape).
Electrónica de vehículos: la electrónica de automoción es un aspecto cada vez más importante de la ingeniería automotriz. Modernos vehículos emplean docenas de sistemas electrónicos. Estos sistemas son los responsables de los controles operacionales tales como el acelerador, el freno y los controles de dirección; así como muchos sistemas de confort y conveniencia, tales como los sistemas de HVAC, información y entretenimiento y de iluminación. No sería posible para los automóviles para cumplir con los requisitos de seguridad y de economía de combustible modernas sin controles electrónicos.
Rendimiento: El rendimiento es un valor mensurable y verificable de una capacidad de vehículos para llevar a cabo en diferentes condiciones. El rendimiento puede ser considerado en una amplia variedad de tareas, pero se asocia generalmente con la rapidez de un coche puede acelerar (por ejemplo, inicio de pie 1/4 milla pasado el tiempo , 0-60 mph, etc), la velocidad máxima, lo corta y rápidamente un coche puede llegar a una parada completa de una velocidad establecida (por ejemplo, 70-0 mph), la cantidad de fuerza G de un coche puede generar sin perder agarre, los tiempos de vuelta registrados, la velocidad en las curvas, debilitamiento de los frenos, etc. El rendimiento puede también reflejar la cantidad de control de las inclemencias del tiempo (nieve, hielo, lluvia).
Calidad de Cambios: La calidad en los cambios es la percepción del conductor del vehículo al evento de cambio en la transmisión automática. Esto es influenciado por el tren de poder (motor, transmisión), y el vehículo (línea motriz, suspensión, motor y tren de poder, etc.). La sensación de cambio es a la vez táctil (sentir) y acústica (escuchar) la respuesta del vehículo. la calidad en los cambios se experimenta en diversos eventos : turnos de transmisión se sentían como un cambio ascendente en la aceleración (1-2), o una maniobra de cambio descendente de pasada (4-2). Compromisos de desplazamiento del vehículo también se evalúan, como en el Parque de revertir, etc.
Ingeniería Durabilidad / Corrosión: La durabilidad y la corrosión de ingeniería es la prueba de evaluación de un vehículo de su vida útil. Esto incluye la acumulación de millas, las condiciones severas de conducción, y baños de sales corrosivas.
Ingeniería Paquete / ergonomía: la ingeniería del paquete es una disciplina que diseña / analiza el alojamiento de los ocupantes (amplitud del asiento), ingreso / salida al vehículo, y en el campo visual del conductor la visión (medidores y ventanas). El ingeniero de paquete también es responsable de otras áreas del vehículo como el compartimiento del motor, y el componente para la colocación de componentes. La ergonomía es la disciplina que se evalúa el acceso de los ocupantes en el volante, los pedales, y otros controles conductor / pasajero.
Climatización: La climatización es la impresión del cliente del entorno de la cabina y el nivel de comodidad en relación con la temperatura y la humedad. Desde el deshielo del parabrisas, a la capacidad de calefacción y refrigeración, todos los asientos del vehículo se evalúan para un cierto nivel de comodidad.
Conductivilidad: La conductivilidad es la respuesta del vehículo a las condiciones generales de conducción. Los arranques en frío y puestos, RPM respuesta ociosa, vacilaciones y tropiezos de lanzamiento, y los niveles de rendimiento.
Costo: El costo de un programa de vehículos normalmente se divide en el efecto sobre el costo variable del vehículo, y el utillaje por adelantado y los costos fijos asociados con el desarrollo del vehículo. También hay costos asociados con la reducción de la garantía, y la comercialización.
Calendario del programa: Hasta cierto punto los programas están cronometrado con respecto al mercado, y también a los programas de producción de las plantas de ensamblaje. Cualquier nueva parte en el diseño debe ser compatible con el desarrollo y el calendario de fabricación del modelo.
Viabilidad del ensamble: Es fácil diseñar un módulo que es difícil de montar, ya sea como resultado de las unidades dañadas, o tolerancias pobres. El experto ingeniero de desarrollo de producto funciona con los ingenieros de montaje / fabricación de manera que el diseño resultante es fácil y barato de hacer y montar, así como la entrega de la funcionalidad y el aspecto adecuado.
Gestión de la calidad: El control de calidad es un factor importante dentro del proceso de producción, ya que se requiere de alta calidad para satisfacer las necesidades del cliente y evitar costosas campañas de retirada. La complejidad de los elementos que intervienen en el proceso de producción requiere de una combinación de diferentes herramientas y técnicas para el control de calidad. Por lo tanto, el Grupo de Trabajo Internacional Automotriz (IATF), un grupo de los principales fabricantes del mundo y las organizaciones de comercio, desarrolló la norma ISO / TS 16949. Esta norma define el diseño, desarrollo, producción, y en su caso, la instalación y los requisitos del servicio. Además, combina los principios de la norma ISO 9001 con los aspectos de diversas normas automotrices regionales y nacionales, como AVSQ (Italia), EAQF (Francia), VDA6 (Alemania) y QS -9000 (EE. UU.). Con el fin de minimizar aún más los riesgos relacionados con fallas en el producto y las demandas de responsabilidad de los sistemas eléctricos y electrónicos del automóvil, se aplica la disciplina de calidad de la seguridad funcional según la norma ISO / IEC 17025.
Desde la década de 1950 , la gestión integral enfoque de negocios total de la calidad, TQM, ayuda a mejorar el proceso de producción de los productos y componentes de automoción. Algunas de las empresas que han implementado la ACT incluyen Ford Motor Company, Motorola y Toyota Motor Company.

## Proceso en la Función de Desarrollo

### Ingeniero de Desarrollo
Un ingeniero de desarrollo es una función de trabajo en Ingeniería Automotriz, en la que el ingeniero de desarrollo tiene la responsabilidad de coordinar la entrega de los atributos de ingeniería de un automóvil completo (autobús, coche, camión, furgoneta, vehículo utilitario deportivo (SUV), etc.) como es indicado por el fabricante de automóviles, las regulaciones gubernamentales y el cliente que compra el producto. 
Al igual que el Ingeniero de Sistemas, el ingeniero de desarrollo se ocupa de las interacciones de todos los sistemas del automóvil completo. Si bien hay múltiples componentes y sistemas en un automóvil que tienen que funcionar como fue diseñado, sino que también deben trabajar en armonía con el automóvil completo. Como un ejemplo, la función principal del sistema de frenos es proporcionar funcionalidad de frenado para el automóvil. Junto con esto, también debe proporcionar un nivel aceptable de: tacto del pedal (esponjoso, tieso), sistema de frenos "ruido" ( grito, temblor, etc), y la interacción con el ABS (sistema antibloqueo de frenos) 
Otro aspecto del trabajo del ingeniero de desarrollo es un proceso de equilibrio requerido para entregar todos los atributos de automóviles en un cierto nivel aceptable. Un ejemplo de esto es el equilibrio entre el rendimiento del motor y economía de combustible. Mientras que algunos clientes están buscando la máxima potencia de su motor, el automóvil sigue siendo necesaria para proporcionar un nivel aceptable de la economía de combustible. Desde la perspectiva del motor, estos son los requisitos opuestos. El rendimiento del motor está en busca de desplazamiento máximo (más grande, más potencia), mientras que el ahorro de combustible está en busca de un motor de menor cilindrada ( ej: 1,4 L vs 5,4 L). El tamaño del motor, aunque no es el único factor que contribuye al ahorro de combustible y el rendimiento del automóvil. Otros atributos son: el peso del automóvil, la resistencia aerodinámica, engranaje de la transmisión, los dispositivos de control de emisiones, y los neumáticos. 
El ingeniero de desarrollo también es responsable de la organización de las pruebas de nivel de automóvil, validación y certificación. Componentes y sistemas están diseñados y probados individualmente por el Ingeniero de Producto. La evaluación final, sin embargo, tiene que ser llevada a cabo a nivel del automóvil para evaluar el sistema de las interacciones del sistema. Como un ejemplo , el sistema de audio (radio ) necesita ser evaluado en el nivel del automóvil. Interacción con otros componentes electrónicos pueden causar interferencias. La disipación de calor del sistema y la colocación ergonómica de los controles deben ser evaluados. La calidad del sonido en todos los asientos es preciso suministrar a niveles aceptables.

### Otras funciones de Ingeniería Automotriz
También hay otros ingenieros de automoción:
- Los ingenieros de aerodinámica suelen dar información al estudio de diseño por lo que las estructuras que diseñan son aerodinámicas, así como atractivas.
- Los ingenieros de cuerpo también realizan un estudio para saber si es factible hacer los paneles para sus diseños.